# Epipsilia cervantes
Epipsilia cervantes är en fjärilsart som beskrevs av Hans Reisser 1935. Epipsilia cervantes ingår i släktet Epipsilia och familjen nattflyn. Inga underarter finns listade i Catalogue of Life.